# ハラミちゃんのハラミファソRadio♪
『ハラミちゃんのハラミファソRadio♪』（ハラミちゃんのハラミファソラジオ）はJFNC制作・一部JFN系列で放送されているラジオ番組。パーソナリティーはハラミちゃん。

## 概要
Youtuber兼ポップピアニストであるハラミちゃんの冠番組。
生演奏やゲストとのセッション、トーク等を展開。

## コーナー
お悩み相談コーナー
曲にまつわるエピソード
曲一曲、深掘り解説
いろいろな職業の有名人に話を聞いて学ぶ ※不定期
セッション ※不定期

## ネット局
2023年7月現在。全局radiko（プレミアム含む）で聴取可能。放送時間の早い順に掲載。

### 現在
| 放送対象地域   | 放送局名                                    | 放送時間                                      | 放送期間                                     | 備考   |
| -------------- | ------------------------------------------- | --------------------------------------------- | -------------------------------------------- | ------ |
| 鹿児島県       | エフエム鹿児島（μFM）                       | 毎週木曜 15:30 - 15:55                        | 2023年4月6日 -                               |        |
| 宮崎県         | エフエム宮崎（JOY FM）                      | 毎週木曜 21:30 - 21:55                        | 2021年4月1日 -                               |        |
| [ 2 ] [ 3 ]    | interfm                                     | 毎週木曜 26:00 - 26:30                        | 2022年10月4日 -                              |        |
| 群馬県         | エフエム群馬（FM GUNMA）                    | 毎週金曜 11:30 - 11:55                        | 2021年4月2日 -                               |        |
| 広島県         | 広島エフエム放送（HFM）                     | 毎週土曜 20:00 - 20:30 毎週金曜 19:00 - 19:30 | 2021年4月3日 - 2022年1月1日 2022年10月7日 -  |        |
| 兵庫県         | 兵庫エフエム放送（Kiss FM KOBE）            | 毎週金曜 21:00 - 21:30                        | 2021年4月2日 -                               |        |
| 宮城県         | エフエム仙台（Date fm）                     | 毎週火曜 11:30 - 11:55 毎週土曜 7:30 - 7:55   | 2021年4月6日 - 2022年3月29日 2022年11月5日 - |        |
| 佐賀県         | エフエム佐賀（FMS）                         | 毎週土曜 11:30 - 11:55                        | 2021年4月3日 -                               |        |
| 香川県         | エフエム香川（FM香川）                      | 毎週土曜 12:00 - 12:30                        | 2021年4月3日 -                               |        |
| 山形県         | エフエム山形（Rhythm Station）              | 毎週土曜 18:00 - 18:30                        | 2021年4月2日 -                               | [ 4 ]  |
| 秋田県         | エフエム秋田（AFM）                         | 毎週土曜 18:00 - 18:30                        | 2021年4月3日 -                               |        |
| 島根県・鳥取県 | エフエム山陰（V-air）                       | 毎週土曜 19:00 - 19:30                        | 2021年4月4日 -                               | [ 5 ]  |
| 滋賀県         | エフエム滋賀（e-radio）                     | 毎週土曜 20:30 - 20:55                        | 2021年4月3日 -                               |        |
| 富山県         | 富山エフエム放送（FMとやま）                | 毎週土曜 21:30 - 22:00                        | 2021年4月4日 -                               | [ 6 ]  |
| 長野県         | 長野エフエム放送（FM長野）                  | 毎週土曜 24:30 - 25:00                        | 2021年4月3日 -                               |        |
| 石川県         | エフエム石川（HELLO FIVE）                  | 毎週土曜 27:30 - 28:00                        | 2021年4月3日 -                               |        |
| 岐阜県         | エフエム岐阜（FM GIFU）                     | 毎週日曜 5:00 - 5:30                          | 2021年4月2日 -                               |        |
| 青森県         | エフエム青森（AFB）                         | 毎週日曜 6:30 - 6:55                          | 2021年4月4日 -                               |        |
| 徳島県         | エフエム徳島（FM TOKUSHIMA）                | 毎週日曜 8:00 - 8:30                          | 2021年4月4日 -                               |        |
| 岡山県         | 岡山エフエム放送（FM OKAYAMA）              | 毎週日曜 22:30 - 22:55                        | 2021年4月4日 -                               |        |
| 高知県         | エフエム高知（Hi-Six）                      | 毎週日曜 24:30 - 25:00                        | 2021年4月4日 -                               |        |
| 福井県         | 福井エフエム放送（FM FUKUI）                | 毎週月曜 17:00 - 17:30                        | 2021年4月5日 -                               | [ 7 ]  |
| 長崎県         | エフエム長崎（FM Nagasaki）                 | 毎週月曜 20:30 - 20:55                        | 2021年4月4日 -                               | [ 8 ]  |
| 三重県         | 三重エフエム放送（レディオキューブ FM三重） | 毎週月曜 20:30 - 21:00                        | 2021年10月7日 -                              | [ 9 ]  |
| 大分県         | エフエム大分（Air-Radio FM88）              | 毎週月曜 21:30 - 21:55                        | 2021年4月5日 -                               |        |
| 熊本県         | エフエム熊本（FMK）                         | 毎週火曜 15:00 - 15:25                        | 2023年4月4日 -                               |        |
| 愛知県         | エフエム愛知（FM AICHI）                    | 毎週火曜 20:00 - 20:30                        | 2021年4月3日 -                               |        |
| 栃木県         | エフエム栃木（RADIO BERRY）                 | 毎週火曜 20:00 - 20:30                        | 2021年4月6日 -                               | [ 10 ] |
| 愛媛県         | エフエム愛媛（JOEU-FM）                     | 毎週火曜 21:00 - 21:30                        | 2023年7月4日 -                               |        |
| 福島県         | エフエム福島（ふくしまFM）                  | 毎週火曜 21:30 - 21:55                        | 2021年4月6日 -                               |        |
| 大阪府         | エフエム大阪（FM大阪）                      | 毎週火曜 28:30 - 28:55                        | 2021年10月5日 -                              |        |
| 新潟県         | エフエムラジオ新潟（FM-NIIGATA）            | 毎週日曜 9:30 - 9:55                          | 2021年4月3日 -                               | [ 11 ] |

### 過去
| 放送対象地域 | 放送局名                 | 放送時間               | 放送期間                     | 備考   |
| ------------ | ------------------------ | ---------------------- | ---------------------------- | ------ |
| 東京都       | エフエム東京（TOKYO FM） | 毎週日曜 6:00 - 6:30   | 2021年4月4日 - 2022年5月29日 |        |
| 岩手県       | エフエム岩手（FM IWATE） | 毎週月曜 19:30 - 19:55 | 2021年4月5日 - 2023年6月26日 |        |
| 山口県       | エフエム山口（FMY）      | 毎週土曜 12:00 - 12:30 | 2021年5月7日 - 2022年8月27日 | [ 12 ] |